# Stephen Paulus
Stephen Paulus   (Summit, 24 d'agost de 1949 - Arden Hills, 19 d'octubre de 2014) va ser un compositor estatunidenc, més conegut per les seves òperes i música coral.
La seva peça més coneguda és la seva òpera The Postman Always Rings Twice de 1982, una de les òperes que va compondre per al "Opera Theatre de St. Louis", que va impulsar el "New York Times" a anomenar-lo "un jove en el camí cap a les coses grans". El seu estil és essencialment tonal, melòdic i romàntic per naturalesa. Va rebre subvencions de la "National Endowment for the Arts" i la Fundació Guggenheim i va guanyar el prestigiós "Premi Kennedy Center Friedheim". Va rebre l'encàrrec d'organitzacions tan notables com l'Opera de Minnesota, la "Chamber Music Society del Lincoln Center", l'"Opera Theatre de Saint Louis", el Saint Louis Chamber Chorus, lAmerican Composers Orchestra, el Dale Warland Singers, el Harvard Glee Club i la Nova York Societat Coral. Paulus era un apassionat defensor de les obres i les carreres dels seus col·legues. Va ser cofundador del "American Composers Forum" el 1973, l'organització de serveis de compositor més gran dels Estats Units, i va exercir com a representant de simfonia i concert a la junta directiva de l'ASCAP des de 1990 fins a la seva mort (per complicacions després d'un ictus al juliol de 2013) a 2014.

## Biografia
Paulus va néixer a Summit, Nova Jersey, però la seva família es va traslladar a Minnesota quan tenia dos anys. Després de graduar-se a l'escola secundària Alexander Ramsey de Roseville, va assistir a la Universitat de Minnesota, on va estudiar amb Paul Fetler i finalment va obtenir un doctorat. en composició el 1978. El 1983 va ser nomenat compositor en residència a l'Orquestra de Minnesota i el 1988 també va ser nomenat per al mateix lloc a l'Orquestra Simfònica d'Atlanta, el llavors director Robert Shaw va encarregar nombroses obres corals a Paulus per al conjunt vocal homònim de Shaw. Després de l'estrena de la seva segona òpera, The Postman Always Rings Twice, va començar una fructífera col·laboració amb l'"Opera Theatre de St. Louis" que donaria lloc a quatre òperes més. El 1997 se li va atorgar la Comissió Brock de l'Associació Americana de Directors Corals.
En una carrera que va abastar més de quaranta anys de composició, la seva producció va arribar a incloure més de 450 obres per a cor, orquestra, conjunt de cambra, òpera, veu solista, piano, guitarra, orgue i banda. Paulus vivia a la zona de les Twin Cities.
El 4 de juliol de 2013, Paulus va patir un ictus. Va morir de complicacions mèdiques el 19 d'octubre de 2014, als 65 anys.